# Jakov Brdar
Jakov Brdar (Livno, 22. travnja 1949.), slovenski kipar hrvatskog podrijetla.

Studirao je kiparstvo na Akademiji za likovnu umjetnost u Ljubljani gdje je 1975. diplomirao u klasi Dušana Tršara. Na istoj akademiji završio je i specijalistički studij 1979. godine. Od 1980. do 1982. usavršavao se u Parizu i Berlinu (Berlin Bildhauerwerkstatten).

Autor je brojnih spomenika u javnom prostoru u Sloveniji, Hrvatskoj i Bosni i Hercegovini. Poznatiji radovi su mu spomenik Rudolfu Maisteru (u parku nasuprot glavnog kolodvora) i Jamesu Joyceu u Ljubljani, zatim kipovi Adama i Eve, Satira i Prometeja na Mesarkom mostu u centru Ljubljane. Galerija u Piranu ima njegovu skulpturu Pegaz. Autor je brojnih samostalnih i skupnih izložaba. 

## Poveznice
http://museums.si/sl/author/details/14/jakov-brdar